# Die Hoffnung I
Die Hoffnung I ist ein Ölgemälde des österreichischen Malers Gustav Klimt. Das Bild hat eine Höhe von 189 cm und eine Breite von 67 cm.

## Geschichte
In den Jahren vor der Entstehung dieses Gemäldes war es in der westlichen Kunst eher unüblich Schwangere nackt darzustellen. Gustav Klimt gilt als einer der ersten Künstler, der schwangere Frauen nackt darstellte.
Klimt wollte „Hoffnung I“ im November 1903 auf der Wiener Secessionsausstellung ausstellen. Auf Anraten des Ministers für Kultur und Unterricht  Johannes Wilhelm Ritter von Hartel zog er das Gemälde zurück. 1905 schrieb Klimt: „Auf der Klimt-Ausstellung vor zwei Jahren konnte das Gemälde nicht gezeigt werden; höhere Mächte verhinderten es.“ Während seines Interviews mit Berta Zuckerkandl im April 1905 erklärte er: „Seit der unglücklichen Staatskommission hat sich in Wien jeder angewöhnt, Minister von Hartel für alle meine anderen Werke verantwortlich zu machen, und am Ende muss sich der Minister für Unterricht eingebildet haben, dass er wirklich die ganze Verantwortung trage. Man scheint zu glauben, ich sei daran gehindert worden, ein bestimmtes Gemälde in meiner Retrospektive zu zeigen, weil es die Leute schockieren könnte. Ich habe es zurückgezogen, weil ich die Secession nicht in Verlegenheit bringen wollte, aber ich selbst hätte mein Werk verteidigt.“ Das Gemälde wurde dann in der zweiten Ausstellung des Deutschen Künstlerbundes 1905 in Berlin ausgestellt.
1970 wurde das Gemälde von der National Gallery of Canada gekauft.

## Beschreibung
Das Hauptmotiv dieses Werks ist eine schwangere, nackte Frau. Sie hält ihre Hände über ihrem Bauch und dicht an ihrer Brust zusammen. Sie blickt den Betrachter direkt an und hat eine dichte Haarpracht mit einer Krone aus Vergissmeinnicht-Blüten auf dem Kopf. Die Szene ist auf den ersten Blick wunderschön, aber sobald der Blick des Betrachters in den Hintergrund wandert, werden totenähnliche Figuren deutlich sichtbar. Daneben ist auf der linken Seite ein Seeungeheuer zu sehen. Man kann die Zähne und eine klauenartige Hand erkennen, die sich auf Höhe des Bauches sowie der Beckenregion der Schwangeren befindet. Der Schwanz des Ungeheuers wickelt sich um die Beine der Frau. Im Hintergrund über ihren Kopf sind drei Köpfe von krank wirkenden Personen zu sehen, dazu noch ein Menschenschädel. Der Totenkopf steht für Tod und Verfall, während die drei Gestalten im Hintergrund Krankheit, Alter und Wahnsinn symbolisieren.
Der Totenkopf hinter der Frau könnte ein Bezug zur kunsthistorischen Tradition des Memento Mori sein, das daran erinnert, dass der Tod unausweichlich ist. Diese Tradition konzentriert sich auf die Vorstellung, dass man (so wie die nackte Frau) zwar ein erfülltes Leben führen kann, der morgige Tag aber die Möglichkeit des Todes mit sich bringen könnte. In Hoffnung I beziehen sich die Themen Leben, Tod und Wiedergeburt auf die ähnlichen Themen hinter der Tradition des Memento Mori.

### Modell
Das Modell für dieses Gemälde war Herma, eines der Lieblingsmodelle von Gustav Klimt. Er beschrieb Herma als jemanden, „der einen schöneren und intelligenteren Hintern als das Gesicht vieler anderer Modelle hat“. Hoffnung I entstand unerwartet; eines Tages sollte Herma für Klimt Modell stehen und erschien nicht. Er machte sich Sorgen und schickte schließlich jemanden, um nachzusehen, ob sie krank sei. Die Antwort, die Klimt erhielt, war, dass Herma nicht krank, sondern schwanger sei. Klimt verlangte, dass sie ungeachtet ihrer Schwangerschaft zur Arbeit kam, und als er sie sah, beschloss er, sie zum Modell für Hoffnung I zu machen. Man nimmt an, dass Klimt mit fast allen seinen Modellen sexuelle Beziehungen hatte. Es ist jedoch nicht bekannt, ob eine der in seinen Gemälden dargestellten Schwangerschaften, wie zum Beispiel die von Herma, eine seiner Nachkommen war.

### Persönliches Leben
Dieses Gemälde steht möglicherweise näher am Privatleben von Gustav Klimt, als es auf den ersten Blick scheint. 1902, ein Jahr bevor Hoffnung I malte, bekam Klimt einen Sohn, Otto Zimmermann, der im Säuglingsalter starb. Die Originalskizze des Gemäldes Hoffnung I zeigt eine schwangere Frau, neben ihr ein Mann, der sie tröstet. Der Tod von Klimts Sohn hat das Thema dieses Gemäldes möglicherweise zu einem Memento-Mori -Motiv geändert. Der Mann der Originalskizze wurde im endgültigen Gemälde durch die Totenkopffigur ersetzt. Über Klimts Privatleben gibt es nur spärliche Dokumente, über seine künstlerische Karriere ist jedoch viel bekannt.